# Repubblica Popolare di Kampuchea
La Repubblica Popolare di Kampuchea fu lo Stato che sorse in Cambogia dopo l'invasione vietnamita e il conseguente rovesciamento nel 1979 della Kampuchea Democratica, la dittatura degli Khmer rossi. 
Il presidente dello Stato fu Heng Samrin. I principali alleati del Paese furono il Vietnam e l'Unione Sovietica.

## Storia
L'invasione da parte delle forze vietnamite fu la diretta conseguenza delle continue provocazioni che il regime cambogiano aveva avviato tra il 1976 e il 1979, soprattutto per quanto riguarda il controllo del delta del fiume Mekong, rivendicato dal regime di Pol Pot.
Se da una parte l'invasione contribuì a devastare ulteriormente un territorio già scosso da anni di fame, guerra civile e dittatura, dall'altro pose fine al regno del terrore degli Khmer rossi, che in meno di 4 anni di governo aveva sterminato più di 2 milioni di civili (circa un terzo della popolazione), riuscendo quindi ad interrompere quello che gli storici hanno definito autogenocidio cambogiano.
Nel dicembre 1979, subito dopo la cattura di Phnom Penh da parte delle forze vietnamite, venne proclamata la Repubblica Popolare di Kampuchea. La direzione centrale venne formata da membri del Comitato di Salvezza Nazionale, ovvero membri del Partito Comunista Cambogiano in disaccordo con le visioni politiche di Pol Pot. 
Sempre in quel periodo Pen Sovan venne proclamato Segretario Generale del Partito Rivoluzionario Popolare della Kampuchea. Chan Sy venne nominato Primo Ministro ad interim. La direzione venne composta direttamente dalle forze di occupazione vietnamite, che contribuirono ad eliminare le ultime sacche di resistenza nella Cambogia centrale. Gli Khmer Rossi fuggirono al confine con la Thailandia e iniziò una lunga guerriglia che durò fino al 1999. 
Nel frattempo, la popolazione allocata nelle campagne nel 1976 tornò nelle città. Ci volle un po' prima che l'elettricità, acqua corrente e beni di prima necessità tornassero nei centri abitati. Il paese nel 1980 cominciò la lunga ricostruzione, non c'erano scuole, ospedali, polizia e neanche una moneta stabile, perciò venne usato il Dong vietnamita fino al 1981 quando il Riel venne messo in circolazione di nuovo. Si ebbero però molti problemi finanziari a causa delle distruzione delle banche da parte degli Khmer Rossi. 
Con l'approvazione della costituzione nel giugno 1981, il paese divenne uno Stato secolare e il buddismo venne nuovamente accettato come religione. Il ritiro delle truppe vietnamite avvenne nel 1989 e il regime comunista cessò di esistere nel 1991. Il partito al potere venne rinominato "Partito Popolare Cambogiano" con a capo Hun Sen, comandante militare degli Khmer Rossi nella regione Nord-Est (disertato nel 1978) e Primo Ministro dal 1984. 
In seguito venne instaurato un governo di transizione (durante il quale il Paese cambiò nome in Stato della Cambogia) della durata di 4 anni, presieduto da Hun Sen. Con l'importante mediazione delle Nazioni Unite, nel 1993 in Cambogia venne ripristinato un sistema multipartitico e monarchico come prima del 1970, con re Norodom Sihanouk.